# Corso Umberto I (Neapel)
Der Corso Umberto I (auch als Rettifilo, etwa „gerade Straße“, bekannt) ist eine wichtige innenstädtische Straße in der süditalienischen Großstadt Neapel. Sie wurde nach dem italienischen König Umberto I. benannt.
Mit einer Länge von 1,3 km verbindet sie das Stadtzentrum mit dem am östlichen Stadtrand gelegenen Hauptbahnhof.
Die Straße wurde Ende des 19. Jahrhunderts durch dem Abriss von dichtbebauten Teilen der Altstadt angelegt. Der Bau der neuen Achse war Teil eines weiten Erneuerungsprojektes der Stadt („Risanamento“).
Der Rettifilo bleibt bis heute eine der wichtigsten Hauptverkehrsstraßen Neapels. Unter ihm fährt die U-Bahn-Linie 1 mit den Bahnhöfen Università und Duomo.